# Maria Full of Grace
Maria Full of Grace  (titolo originale spagnolo: María llena eres de gracia, lett. dalla preghiera in spagnolo "Maria sei piena di grazia") è un film del 2004, scritto e diretto da Joshua Marston, che vinse l'Independent Spirit Award per la miglior sceneggiatura d'esordio. Anche se il film descrive la vita rurale in Colombia, è stato effettivamente girato in Ecuador. Il titolo è un doppio senso accennato sulla locandina: un doppio riferimento all'Ave Maria, e cosa Maria porta dentro di sé negli Stati Uniti.
L'attrice protagonista Catalina Sandino Moreno ha ottenuto il premio come migliore attrice al Festival internazionale del cinema di Berlino e, con la nomination agli Oscar 2005, è una delle due attrici latino-americane che hanno ricevuto una candidatura all'Oscar alla miglior attrice, assieme alla messicana Salma Hayek per Frida del 2002.

## Trama
Maria è una ragazza di 17 anni che vive in un villaggio colombiano e lavora in una fabbrica di fiori. Quando si trova incinta di un ragazzo che non ama e con cui non si vuole sposare, decide di trasportare cocaina negli Stati Uniti. Con la sua amica Blanca e con Lucy, una "mula" più esperta, trasporta pacchetti di cocaina nello stomaco. All'aeroporto di New York, due narcotrafficanti vengono a prendere le ragazze e le portano a un hotel, dove aspettano che i pacchetti siano "evacuati". Lucy è malata, ma non può andare da un medico perché ha la cocaina in corpo.
Nella notte, Maria si sveglia e Lucy non c'è più. Trova molto sangue nel bagno e si spaventa. Con Blanca e tutta la cocaina fugge dall'hotel all'appartemento della sorella di Lucy, Carla. Lucy le aveva dato l'indirizzo durante il viaggio ed è l'unico indirizzo di New York che Maria conosce. Anche Carla è incinta e vive in un piccolo appartamento in Queens con suo marito. Maria dice che è un'amica di Lucy e che Lucy si trova in Colombia. Lei permette a Maria e Blanca di dormire a casa sua e le fa conoscere Don Fernando, un signore importante nella comunità colombiana, che si offre di cercare un lavoro per Maria e Blanca.
Maria confida a Don Fernando che è una "mula", che ha rubato cocaina e che Lucy è scomparsa. Don Fernando le dice che deve riconsegnare la droga e che deve dire a Carla che Lucy è probabilmente morta. Maria però non riesce a rivelare a Carla ciò che è successo, quando finalmente è Don Fernando a svelare a Carla che Lucy è morta. Scioccata e arrabbiata, le caccia fuori di casa. Le due colombiane chiamano i narcotrafficanti americani e si incontrano con loro. Restituiscono la cocaina e ricevono il loro salario di 5000 dollari. Maria dà 2500$ a Don Fernando perché vuole pagare il funerale di Lucy. Prende un taxi con Blanca all'aeroporto, ma all'ultimo momento decide di rimanere negli Stati Uniti, mentre Blanca ritorna in Colombia.

## Riconoscimenti
- 2005 - Premio Oscar
  - Nomination Miglior attrice protagonista a Catalina Sandino Moreno
- 2005 - Screen Actors Guild Award
  - Nomination Miglior attrice protagonista a Catalina Sandino Moreno
- 2005 - Independent Spirit Awards
  - Miglior attrice protagonista a Catalina Sandino Moreno
  - Miglior sceneggiatura d'esordio a Joshua Marston
- 2004 - Festival di Berlino
  - Migliore interpretazione femminile a Catalina Sandino Moreno
- 2004 - Festival del cinema americano di Deauville
  - Grand Prix a Joshua Marston
  - Premio della critica internazionale a Joshua Marston
- 2004 - Gotham Awards
  - Miglior regista rivelazione a Joshua Marston
  - Migliore attrice rivelazione a Catalina Sandino Moreno